# Far Cry 2
Far Cry 2 är ett datorspel utvecklat av franska Ubisoft. Spelet, som släpptes den 23 oktober 2008 till PC, Playstation 3 och Xbox 360, använder spelmotorn Dunia, en modifierad version av Ubisofts YETI-motor.

## Rörlighet
Far Cry 2 utspelar sig i ett fiktivt afrikanskt land där spelaren kan röra sig fritt i en värld som har en yta på motsvarande 50 km². Spelaren väljer när uppdragen ska spelas och i vilken ordning. Utvecklarnas avsikt var att ge spelaren så mycket frihet som möjligt. Spelarkaraktären kan förflytta sig på flera sätt: förutom att gå till fots eller simma kan spelarkaraktären exempelvis förflytta sig med glidflygare, jeep eller båt.

## Handling
Innan själva spelet börjar får spelaren välja en spelarkaraktär att spela som under hela spelet. Spelet inleds med att spelaren sitter i baksätet i en taxi som körs av en chaufför mot staden Pala. Under bilresan berättar chauffören lite om situationen i landet och spelaren får själv se att det har gått illa. När taxin anländer till Pala drabbas spelaren av ett malariaanfall och blir så småningom medvetslös. Efter ett tag vaknar spelaren upp i ett hotellrum och ser att The Jackal (Schakalen) rotar igenom hans saker. Spelaren själv är invalidiserad av sjukdomen och kan inte ingripa. The Jackal börjar prata om filosofi och hotar senare att döda spelaren, men lämnar till slut rummet utan att ta med sig vapnen. Spelaren svimmar sedan igen och väcks senare av en explosion.
Spelaren får kämpa sig ut ur staden där det råder en våldsam strid mellan fraktionerna. Spelaren blir antingen nedskjuten i staden eller så får han ett nytt malariaanfall och svimmar när han väl kommit ut ur den. Spelaren blir, medan han är medvetslös, upplockad av en fraktionslöjtnant (antingen Joaquin Carbonell, Anto Kankaras, Walton Purefoy eller Arturo Quiepo) och vaknar senare i ett läger. För att återgälda att löjtnanten räddat spelarens liv skickar löjtnanten ut spelaren på olika ärenden, laga en bil och spana på fiendeläger.
Senare på Mike's Bar möter spelaren en journalist vid namn Reuben Oluwagembi, som skriver en bok om konflikten och the Jackals del i den. Han begär att spelaren ska hitta inspelningsband från hans intervju med the Jackal som ligger spridda över spelvärlden. När spelaren har fått malariamedicin i form av piller av en präst som hjälper civila undkomma våldet, ges spelaren frihet att välja sitt nästa uppdrag. Förutom jakten på the Jackal kan spelaren utföra olika sorts uppdrag. Man kan ordna resedokument till flyktingar i utbyte mot malariapiller. Man kan utföra bakhåll på konvojer med vapentransporter för att få tillgång till ett större urval av vapen och utrustning från vapenhandlaren. Och lönnmörda personer efter att ha fått uppgifter från radiotorn och mobiltelefonen.

## Karaktärer
I början av spelet får spelaren välja mellan tolv karaktärer att spela som, alla med en ett unikt utseende och historia. Några av de spelbara karaktärerna är: Paul Ferenc (israelisk), Josip Idromeno (kosovo-albansk), Warren Clyde (amerikansk), Marty Alencar (brasiliansk), Frank Bilders (irländsk), Andre Hyppolite (haitisk), Hakim Echebbi (algerisk), Xianyong Bai (kinesisk) och Quarbani Singh (mauretansk).
De två fraktionerna har varsin ledare och andreman. UFLL:s ledare är Addi Mbantuwe och hans andreman heter Leon Gakumba. APR:s ledare är major Oliver Tambossa och hans andreman heter Prosper Kouassi. Fraktioner har även någon form av "löjtnanter" eller underbossar som spelaren kommer att stöta på under spelets gång. Dessa löjtnanter är:
UFLL: Hector Voorhees, Joaquin Carbonell, Anto Kankaras.
APR: Nick Greaves, Walton Purefoy, Arturo Quiepo.

## Banverktyg
Utöver de ordinarie uppdragen i spelet kan spelaren även skapa egna banor med spelets baneditor, ett verktyg som tillåter spelaren att välja mellan tusentals olika föremål som kan användas för att skapa unika banor. När spelaren har skapat en bana kan man sedan publicera banan på spelets community, så att andra spelare kan ladda ned och spela den.

## Spelmotor
Far Cry 2 använder sig av Dunia, en avancerad fysikmotor som gör att bland annat eld sprids mycket realistiskt och skuggor rör sig i realtid. 

## Recensentomdömen
Spelet har av kritiker mottagits i huvudsak positivt, till stor tack vare den grafiska utformningen. På flera spelsajter har Far Cry 2 fått betyg kring 85%. Kritikerna menade att de långa transportsträckorna förtar lite av spelglädjen, att motståndarnas AI inte imponerar, eller att uppdragen i spelet känns för likartade.